# 垂枝祁连圆柏
垂枝祁连圆柏（学名：Sabina przewalskii f. pendula）为柏科圆柏属[[]]的变型，是中国的特有植物。分布于中国大陆的青海等地，生长于海拔2,500米至2,900米的地区，目前尚未由人工引种栽培。